# Centro Insular de Atletismo de Tenerife
El Centro Insular de Atletismo de Tenerife (CIAT) es una instalación deportiva del Cabildo de Tenerife, gestionada por la empresa pública Gestión Insular para el Deporte, la Cultura y el Ocio (Ideco), emplazada en Santa Cruz de Tenerife (Tenerife, Canarias, España) destinada a la práctica de atletismo. Está integrado además por servicios de salud, gimnasio, salas de conferencias y otras infraestructuras que persiguen el perfeccionamiento técnico del atletismo a modo de centro especializado o de alto rendimiento.
Este complejo deportivo, inaugurado el 21 de abril de 2007, fue diseñado por el estudio de arquitectos Artengo Menis Pastrana (Fernando Menis, Felipe Artengo, José María Rodríguez Pastrana) en alegoría a un cráter volcánico. El Museo de Arte Moderno de Nueva York (MOMA) destacó este proyecto y lo seleccionó para su exposición denominada Nueva Arquitectura en España que se desarrolló del 12 de febrero al 1 de mayo de 2006; finalmente, el CIAT fue elegido como portada del catálogo de dicha muestra. Asimismo, este proyecto obtuvo el Premio Especial del Jurado de la XIII edición del Premio de Arquitectura de Canarias, que concede el Colegio Oficial de Arquitectos de Canarias.

## Ubicación
El Centro Insular de Atletismo de Tenerife se encuentra ubicado en la plaza de las Nieves del barrio santacrucero de Tíncer, en las inmediaciones de la Autovía de interconexión Norte-Sur. Actualmente las posibilidades de acceso incluyen el vehículo privado, la guagua y línea 2 del Tranvía de Tenerife.

## Datos técnicos del proyecto de Arquitectura
El estadio insular de Atletismo de Tenerife está situado en la capital de la isla, en Santa Cruz, en uno de los barrios limítrofes con la otra gran ciudad de Tenerife, La Laguna, en el barrio de Tíncer. Cuando el Cabildo (el gobierno de la isla) decidió convocar un concurso de ideas para situar allí una de las mejores infraestructuras de la isla lo hizo porque sabía que era necesario revitalizar este enclave urbano, su generación económica y el incremento y mejorar el nivel de servicios y de calidad de vida urbanística de los vecinos de la zona. Por tanto, el proyecto cumple no solo un papel para el deporte sino un profundo papel social. 
El proyecto se diseña teniendo en cuenta las características sociales del barrio de Tíncer y tratando con el mismo de hacer ciudad, de crear un landmark y a la vez acercar a la gente al deporte. El estadio de atletismo diseñado por el equipo de Fernando Menis se funde literalmente con el lugar, en primer término, aprovechando la topografía inclinada en la que se proyecta de manera precisa e inteligente. Se utiliza la piedra y áridos extraídos de la parte alta del terreno para rellenar la parte más cercana al mar, equilibrando la topografía para poder cumplir con los requisitos de horizontalidad que toda pista de atletismo conlleva. Las graderías circundantes, donde se sitúa el público se prolongan mediante un talud perimetral continuo que circunda y protege la pista de atletismo de la carretera y el ruido y se abre hacia la visión del mar. La forma que se crea es parecida al cráter de un volcán urbano. 
Como resultado de esta primera aproximación se obtiene un terraplén por un lado y una excavación por el otro, compensados entre sí, que van a economizar los movimientos de tierras necesarios para la construcción. Desde la cota más alta de la parcela, donde se hace el terraplén al nivel de la calle, se accede al complejo deportivo a través de una plaza pública que se prolonga como cubierta sobre el graderío. Desde este punto un recorrido de rampas, ubicado en uno de los costados de la plaza, lleva a los atletas al Centro de Alto Rendimiento, desde donde se accede directamente a la pista de atletismo. 
Cuatro grandes aperturas en la plaza determinan el acceso al público, mientras que diferentes grietas y patios conforman el sistema de iluminación y ventilación interior. Ambas construcciones terminan de componer un recibidor que se integra sutilmente con la trama urbana circundante. Un talud perimetral del terreno, resultante del movimiento de tierras de excavación, completa el programa requerido para las graderías y ofrece un carácter unitario y compacto a la propuesta.
La volumetría está prácticamente camuflada en el entorno a partir de la implantación del objeto en el terreno. Se trata de un gran elemento arquitectónico, destinado a albergar más de 3.000 espectadores, que sirve de base para generar una estructura pública, una gran plaza a escala regional dentro de la ciudad. 
El diseño es pues plenamente consciente de la situación del lugar en la isla, proporcionando un espectáculo completo de todas las actividades al público. Durante la duración de los eventos de atletismo, los espectadores son libres de moverse desde su asiento y visitar otros lugares del estadio. 
Los criterios clave seguidos por el equipo de diseño fueron los de sostenibilidad: reducir el impacto visual, reutilizar los áridos del lugar y reciclar material de la zona. Todos ellos fueron adoptados para crear un diseño compacto, flexible y sólido. La estructura principal del estadio es elegante y clara. Entendible desde un primer momento. Los asientos en blanco y azul proporcionan un telón de fondo marinero y ligado a los colores oficiales de la isla. Debajo del gradería principal se encuentran las actividades indoor, donde se guarda el equipamiento y materiales deportivos y se sitúan los servicios específicos (servicios de salud, gimnasio, salas de conferencias, residencia…) para el perfeccionamiento técnico del atletismo.

### Planta de acceso
- Rampas de acceso a la instalación: 
  - Cuatro rampas de acceso principales.
  - Una rampa independiente para atletas y autoridades.
- Grada de público con un aforo de 3.071 personas.
- Zona de acceso a gradas.
- Federación Insular de Atletismo de Tenerife
- Oficinas (110 m²).
- Tres cabinas de prensa de 18 m² cada una.
- Cabina de Vídeo Finish de 18 m².
- Espacio a doble altura desde donde se observa la zona Indoor.
- Ascensor y escaleras de acceso a zona Indoor.
- Cafetería de 200 m².
- Cinco baños públicos.

### Pista
- Pista de atletismo de 8 calles.
- Margen perimetral a la pista de césped artificial para el entrenamiento de los atletas.
- Foso de arena de 32,5 m para el entrenamiento de Lanzamiento de peso.
- Dos pasillos de Lanzamiento de jabalina en el interior de las curvas norte y sur.
- Dos zonas de lanzamiento de disco y martillo en el interior de las curvas norte y sur.
- Dos círculos de lanzamiento de peso en el interior de la curva norte.
- Dos fosos de salto horizontal (longitud y triple) en el interior de la recta de meta.
- Espacio para salto de altura en el interior de la curva sur.
- Pasillos para salto con pértiga en el interior de las curvas norte y sur, con cuatro cajones.
- Almacén de material de pista de 785 m².

### Planta Baja
- Zona Indoor de 1.600 m² dedicado a las modalidades de: 
  - Salto de longitud.
  - Triple salto.
  - Salto con pértiga.
  - Seis calles de 60 m para velocidad corta.
- Foso de calentamiento con rampa de acceso a pista.
- Gimnasio polivalente de 186 m².
- Sala de musculación de 65 m².
- Sala de hidroterapia y recuperación de 30 m².
- Sala de proyección, conferencias y aula de formación de 185 m² con capacidad para 200 personas.
- Sala de fisioterapia y masajes de 30 m².
- Enfermería, sala de espera y consulta de enfermería de 120 m².
- Aseos, sala de espera y consulta de control antidopaje de 120 m².
- Sala de precompetición de 20 m².
- Cámara de llamadas de 65 m².
- 400 m² de vestuarios para atletas.
- 50 m² de vestuarios para jueces y entrenadores.
- 630 m² de salas de protocolo y reuniones.
- 120 m² de sala de juntas y apelaciones, sala de prensa y comunicación.

## Residencia
En el extremo oriental de la pista y con acceso directo a la misma se dispone una residencia, con capacidad para 25 atletas, que cuenta con servicio de recepción, zona común y doce apartamentos totalmente equipados (cocina y baño).

## Servicios
- Escuela de Atletismo para niños y adultos.
- Centro de entrenamiento para deportistas federados y no federados.
- Gimnasio y sala de cardio.
- Actividades para colegios.
- Campamentos de verano.[4]

## Horario
Federados en atletismo:
- De lunes a viernes de 08:00 a 21:00 horas.

- Sábados de 09:00 a 18:00 horas.

- Festivos de 9:00 a 14:00 horas.

Deportistas no federados:
- De lunes a viernes de 8:00 a 16:30 horas.

- Sábados de 09:00 a 18:00 horas.

- Festivos de 9:00 a 14:00 horas.

Cerrados: todos los domingos del año, el 6 de enero y el 25 de diciembre.

## Actividades
- Jornadas de actividades físico-deportivas adaptadas e inclusivas (PADIS)[5]

- Prácticas de estudiantes de Grado Medio de los ciclos de Atletismo.

- Pruebas físicas de diferentes oposiciones: bomberos, policía local y nacional, TITSA, vigilantes de seguridad, medioambiente, etc.

- Auditorio para asambleas de las Federaciones de Atletismo, cursos y otras formaciones.

- Grabaciones de reportajes a atletas y otros deportistas

- Concentraciones de selecciones extranjeras de atletismo y de la Real Federaciones Española de Atletismo.
- Visitas de arquitectos y estudiantes de arquitectura de diferentes partes del mundo.

## Eventos deportivos
- 88.° Campeonato de España Absoluto de Atletismo: 26 y 27 de julio de 2008.
- X Mitin Santa Cruz, con la reaparición de Bruno Hortelano[6] (19 de mayo de 2018).

- 1.° Campeonato Regional de Power Lifting: 4 de marzo de 2023

- Campeonatos de Canarias de Atletismo[7] (varias temporadas)

- Campeonatos de Tenerife de Atletismo (casi todas las temporadas)